# Wig (ruimtelijke figuur)
In de meetkunde is een wig een veelvlak dat wordt bepaald door twee driehoeken en drie vlakken die de vorm hebben van een trapezium. Een wig heeft daarmee vijf zijvlakken, zes hoekpunten en negen ribben. Wiggen vormen een deelverzameling van de prismatoïdes.
Een wig heet vierkante wig, als het grondvlak een vierkant is.
De inhoud {\displaystyle I} van een wig wordt gegeven door:
{\displaystyle I={\frac {h(a+c)}{2(2a+c)}}}.